# فرماندهی دروازه ستارگان
فرماندهی دروازهٔ ستارگان (به انگلیسی: Stargate Command) با سرواژهٔ اس‌جی‌سی (به انگلیسی: SGC) یک سازمان خیالی فوق سری نظامی در مجموعهٔ تلوزیونی عملی-تخیلی دروازهٔ ستارگان اس‌جی-۱ است که وظیفه‌اش بهره‌برداری از دستگاه اختردروازه و پرداختن به تمام امور خارج‌جهانی (فرازمینی) شامل تهدیدات علیه زمین یا مأموریت‌هایی برای تحصیل فناوری جدید از تمدن‌های فرازمینی‌است.

## منبع
Wikipedia contributors, "Stargate Command," Wikipedia, The Free Encyclopedia, http://en.wikipedia.org/w/index.php?title=Stargate_Command&oldid=93969575 (accessed December 13, 2006). 